# 施叔青
施叔青（1945年10月20日—），台灣作家。其姊施淑為著名文學評論家，其妹李昂亦為作家。自1960年代起參與台灣現代主義小說書寫，17歲發表的處女作〈壁虎〉，曾被台灣作家白先勇評有「夢魘鬼氣」，將她的作品與唐朝詩人李賀相比擬。亦與陳若曦、王禎和、七等生、銀正雄、黃春明、楊青矗等人並列於該年代的重要台灣本土作家。

## 生平
施叔青於1945年出生於彰化縣鹿港鎮，1963年從彰化女中畢業後就讀淡江文理學院外文系法國語文組，並在大學時期寫下〈約伯的末裔〉、〈拾掇那些日子〉等短篇小說。
1966年與陳映真、七等生、尉天驄、黃春明和王禎和等人創辦同仁雜誌《文學季刊》。
1969年畢業，並與美國哈佛大學人類學系博士生羅拔結婚，隔年隨夫赴美，於紐約市立大學杭特學院攻讀戲劇碩士學位。
1972年返臺，陸續任教於政治大學、淡江大學及世新大學，開設與戲劇相關的課程，並從事歌仔戲與中國戲劇研究。
1976年與呂秀蓮、曹又方等多名婦運人士合辦以宣揚新女性主義為主的拓荒者出版社，是第一個成員全都是女性的出版社，後因不堪情治單位騷擾而於1977年停擺。
1977年到香港定居，1979 年擔任香港藝術中心亞洲節目部策劃主任，並曾將白先勇的《遊園驚夢》和《謫仙記》改編為舞臺劇在香港演出。
1994年返台，並在2000年到美國曼哈頓定居。
2008年獲國家文藝獎。
曾任東華大學駐校作家、臺灣師範大學應華系講座教授、香港浸會大學駐校作家。

## 寫作風格
大學時期的施叔青活躍在《現代文學》與《文學季刊》這兩份現代主義的刊物上，而後在1970~80年代加入女性主義，90年代則因身在香港、歷經香港回歸而注意到歷史和後殖民主義。
施叔青早期的作品基調充滿魔幻和超現實，並描繪病態的人性。而後的歷史小說書寫，則融合了女性觀點和台灣角度，從小人物的角度出發，建構出不同的歷史觀點。

## 主要作品
- 《愫細怨》
- 《完美的丈夫》
- 《微醺彩妝》
- 《行過洛津》
- 《兩個芙烈達‧卡蘿》
- 《那些不毛的日子》
- 《香港三部曲之一：她名叫蝴蝶》
- 《香港三部曲之二：遍山洋紫荊》
- 《香港三部曲之三：寂寞雲園》
- 《台灣三部曲之一：行過洛津》
- 《台灣三部曲之二：風前塵埃》
- 《台灣三部曲之三：三世人》

## 相關研究
- 劉紹銘，《台灣本地作家短篇小說選》
- 施叔青文學網
- 林芳玫：〈《臺灣三部曲》之《風前塵埃》——歷史書寫後設小說的共時與共在 （页面存档备份，存于）〉。
- 劉亮雅：〈施叔青《風前塵埃》中的另類歷史想像 （页面存档备份，存于）〉。
- 劉亮雅：〈後現代，還是後殖民？：《微醺彩妝》中的景觀、歷史書寫以及跨國與本土的辯証 （页面存档备份，存于）〉。
- 關詩珮：〈從屬能否發言？--施叔青「香港三部曲」的收編過程 （页面存档备份，存于）〉。

## 外部連結
- 國家圖書館-當代文學史料系統[永久]
- 國家文藝基金會[永久]
- 東華大學-台灣文學資料庫 （页面存档备份，存于）
- 施叔青數位主題館 （页面存档备份，存于） （國立臺灣文學館 （页面存档备份，存于）委託國立中興大學建置）
- The Shih Shu-ching Archive （页面存档备份，存于） （國立臺灣文學館 （页面存档备份，存于）委託國立中興大學建置）